# أنتوني كيتشام
أنتوني كيتشام (بالإنجليزية: Anthony Ketchum)‏ هو لاعب كرة قدم أمريكية أمريكي، ولد في 20 نوفمبر 1962.

## وصلات خارجية
- أنتوني كيتشام على موقع كلية كرة القدم في سبورتس رفرنس.كوم (الإنجليزية)